# مصطفی میرزا (صفوی)
مصطفی‌ میرزا، (۱۵۵۷ – ۹ نوامبر ۱۵۷۶) ششمین پسر شاه تهماسب یکم از زهرا باجی خانم گرجی‌تبار بود.
مصطفی میرزا در درگیری‌های جانشینی شاه تهماسب یکم که ما بین حیدر میرزا و اسماعیل میرزا در سال ۱۵۷۶ روی داد از طرفداران سرسخت حیدر میرزا بود او چون از همسران متعه گرجی شاه تهماسب بود، نفوذ زیادی در دربار نداشت. او و برادرش سلیمان میرزا در ۷ شعبان ۹۸۴ (۱۵۷۶ میلادی) به دستور شاه اسماعیل دوم به قتل رسیدند و در حرم شاهزاده حسین در قزوین دفن شد. پس از وفات شاه اسماعیل دوم جسد مصطفی میرزا توسط مادرش به حرم امام رضا در مشهد منتقل شد.